# Quis custodiet ipsos custodes?

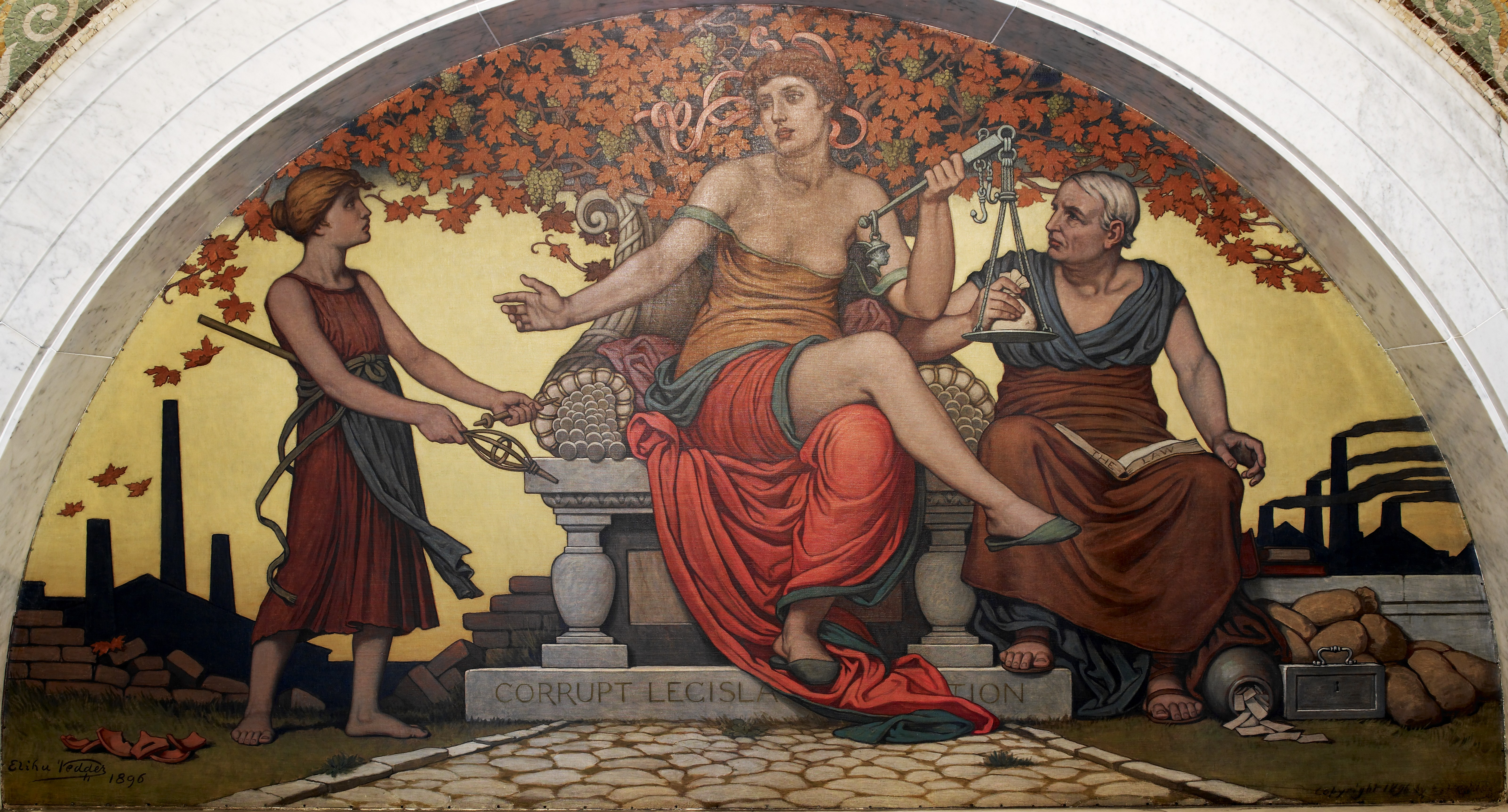
Elihu Vedder: Legislación corrupta, mural de 1896

«Quis custodiet ipsos custodes?» es una locución latina del poeta romano Juvenal, traducida en diversas ocasiones como «¿Quién vigilará a los vigilantes?», «¿Quién guardará a los guardianes?», «¿Quién vigilará a los propios vigilantes?», y similares.
En el uso moderno, la frase se emplea para definir el problema genérico de cómo controlar a los que controlan un determinado entorno, asociándola frecuentemente con la filosofía política de Platón y el problema de la corrupción política, pero la fuente original no tiene ninguna conexión conocida con Platón o la teoría política. El contexto original trata del problema de asegurar la fidelidad matrimonial. Si se concede que es un texto satírico de Juvenal, es probable que haga uso de la ironía para decir que a quien se le encarga que vigile la castidad de una esposa puede resultar el adúltero. Aunque, como otros textos antiguos, se ha cuestionado si este pasaje es auténticamente parte de las  Sátiras de Juvenal o es una adición posterior al manuscrito.

## Historia
El problema esencial fue planteado por Platón en la República, su obra sobre el gobierno y la moral. La sociedad perfecta, tal como la describe Sócrates, el personaje principal de la obra (véase diálogo socrático), se basa en obreros, esclavos y comerciantes. La clase guardiana está para proteger a la ciudad. La cuestión que se le presenta a Sócrates es «¿quién guardará a los guardianes?», o «¿quién nos protegerá de los protectores?». La respuesta de Platón a esta pregunta es que ellos se cuidarán a sí mismos. Afirma que se debe decir a los guardianes una «mentira piadosa». Esta consistirá en hacerles creer que son mejores que aquellos a quienes prestan su servicio y que, por tanto, es su responsabilidad vigilar y proteger a los inferiores. Afirma que hay que inculcar en ellos una aversión por el poder o los privilegios, y ellos gobernarán porque creen que es justo que así sea, y no por ambición.

## Uso
La frase ha sido utilizada desde entonces por muchas personas para reflexionar sobre la insoluble cuestión de dónde debe residir el poder último. La forma en que las modernas democracias tratan de resolver este problema se encuentra en la separación de poderes. La idea es nunca dar el poder en última instancia a un solo grupo; se debe permitir que cada uno (ejecutivo, legislativo y judicial) tome una decisión.

## Origen
La frase, que normalmente se cita en latín, proviene de las Sátiras de Juvenal, el satírico romano de los siglos I y II d. C. Aunque en su uso moderno la frase se aplica de manera universal a cualquier entorno donde hay alguien encargado del control o a conceptos tales como gobiernos tiránicos y dictaduras, en el contexto del poema de Juvenal se refiere a la imposibilidad de la aplicación de la conducta moral en las mujeres cuando sus guardianes (custodes) son corrompibles (Sátira VI 346-348):
| Audio quid ueteres olim moneatis amici, "pone seram, cohibe". Sed 'quis custodiet ipsos' 'custodes?' Cauta est et ab illis incipit uxor. | Escucho siempre el reproche de mis amigos: «¡Enciérralas, contrólalas!» Pero ¿quién vigila a los vigilantes? ¡Los planes de las esposas comienzan con ellos! |

Sin embargo, editores modernos consideran esas tres líneas como una interpolación insertada en el texto. En 1899 un estudiante de Oxford, E. O. Winstedt, descubrió un manuscrito (ahora conocido como O, por Oxoniensis) que contenía 34 líneas que algunos creen que han sido omitidas en otros textos de Juvenal del poema. El debate sobre este manuscrito está en marcha, pero incluso si el poema no es de Juvenal, es probable que conserve el contexto original de la frase. Si es así, el contexto original es el siguiente (29-33 O):
| … noui consilia et ueteres quaecumque monetis amici, "pone seram, cohibes". sed 'quis custodiat Ipsos' 'custodes' qui nunc lasciuae furta puellae hac mercede silent? crimen commune tacetur. | … Sé el plan que mis amigos siempre me advierten que adopte: «¡Enciérralas, contrólalas!» Pero ¿quién puede vigilar a los vigilantes? Ellos callan sobre los secretos de las chicas y las obtienen como pago; todo se lo callan. |

## En la cultura popular
- "Who watches the watchmen?", la traducción popular de "Quis custodiet ipsos custodes?", fue utilizada por Alan Moore como la inspiración para el título de su aclamada novela gráfica Watchmen, en el que la frase se traduce como "¿Quién vigila a los vigilantes?".
- En el episodio de la serie de televisión Seinfeld, Kramer comenta sobre su nueva radio que recibía la banda de la policía: "¡Estoy vigilando a los vigilantes, Jerry!"
- "¿Quién observa a los observadores?" fue el título de un episodio de Star Trek: The Next Generation, en el que la tripulación de la nave Enterprise debe deshacer el daño causado a una cultura primitiva por un equipo de investigación antropológica.
- Dan Brown utiliza esta cita en su novela La fortaleza digital, donde el tema es "¿quién la vigila a los vigilantes?", dando un enfoque moderno a las cuestiones éticas que rodean las escuchas telefónicas y la Agencia de Seguridad Nacional.
- Aparece en la serie de novelas de Terry Pratchett Mundodisco, especialmente las que giran en torno la Guardia de Ankh-Morpork y su Comandante, Sam Vimes. A la pregunta de "¿quién vigila a los vigilantes?" Vimes suele responder "Yo" o "Todos nos vigilamos los unos a los otros".
- Al final del episodio Divididos Caeremos  de la serie animada Liga de la Justicia Ilimitada, Batman pregunta a Green Arrow, "¿Quis custodiet ipsos custodes?"
- William S. Burroughs escribió un poema con todas las combinaciones posibles de las palabras en la frase "quis custodiet ipsos custodes?".
- Quis Ipsos custodiet custodes? es el lema de la Patrulla del Espacio en la novela de Robert A. Heinlein Cadete del espacio.
- En el episodio "Guerra Mental" de la serie de televisión Babylon 5, Susan Ivanova comenta "Sí, pero ¿quien vigila a los vigilantes?"
- En un episodio de Los Simpson Homer crea un grupo de vigilantes que intentan encontrar al ladrón Gato. Lisa, preocupada por su abuso de poder pregunta: "Si ésta es la policía, ¿quien será la policía de la policía?" a lo que Homer responde: "No sé, ¿los guardacostas?"
- Quis custodiet ipsos custodes?, se pregunta Miles Teg, en el quinto libro de la serie de Dune de Frank Herbert "Heretics of Dune" mientras reflexiona acerca de la diferencia entre la Justicia y la Equidad.
- Es mencionada entre Batman y green Arrow en la serie Liga de la justicia ilimitada cuando se cuestionan sobre la existencia y poder de la liga en el mundo.
- En el MMORPG británico RuneScape se hace referencia a la frase, al incluir un logro llamado "Who wants to watch the Watchtower?", una modificación directa del inglés "Who watches the watchmen?" [3]
- En Twitch hay un logro llamado "Who watches the watchers?" con el logo de Watchmen, que se obtiene si se consigue un promedio de 3 hasta 75 espectadores en 30 días.